# Toyota TF105
O TF105 e TF105B é o modelo da Toyota da temporada de 2005 da F1. Condutores do TF105: Jarno Trulli, Ralf Schumacher e Ricardo Zonta e do TF105B: Jarno Trulli e Ralf Schumacher.
No GP da Malásia, Jarno Trulli terminou em 2º lugar, o primeiro pódio da escuderia nipônica e no GP dos Estados Unidos, a primeira pole da escuderia na categoria. 
Um estouro no pneu traseiro esquerdo fez com que o carro de Ralf Schumacher batesse no muro da última curva a 305 km/h no treino livre de sexta-feira em Indianápolis, o GP dos Estados Unidos. No sábado, a Michelin, fornecedora da escuderia nipônica e de outras seis escuderias, não descobriu o motivo do estouro. Receosa de que o problema se repita também na prova, encomendou novo lote à sua fábrica, na França. A escuderia teve o pedido negado pela FIA para trocarem os compostos, porque o regulamento estipula que os pilotos precisam largar com os pneus utilizados na definição do grid de largada. No domingo de manhã, as sete equipes pediram a colocação de uma chicane antes da última curva e também foi negado pela entidade.
Orientadas pela Michelin, que não garantiria segurança de seus pneus no asfalto americano, os 14 carros saíram para a volta de apresentação e quando se encaminhava para o grid de largada, entraram nos boxes. Os 6 carros das 3 escuderias calçadas com a Bridgestone largaram para a monótona prova.

## Resultados[3][4]
(legenda) (em negrito indica pole position e itálico volta mais rápida)
| Ano  | Chassi | Motor             | Pneus | N° | Pilotos         | 1   | 2   | 3   | 4   | 5   | 6   | 7   | 8   | 9   | 10  | 11  | 12  | 13  | 14  | 15  | 16  | 17  | 18  | 19  | Pontos | Posição |  |
| ---- | ------ | ----------------- | ----- | -- | --------------- | --- | --- | --- | --- | --- | --- | --- | --- | --- | --- | --- | --- | --- | --- | --- | --- | --- | --- | --- | ------ | ------- |  |
|      |        |                   |       |    |                 |     |     |     |     |     |     |     |     |     |     |     |     |     |     |     |     |     |     |     |        |         |  |
|      |        |                   |       |    |                 | AUS | MYS | BHR | SMR | ESP | MON | EUR | CAN | USA | FRA | GBR | GER | HUN | TUR | ITA | BEL | BRA | JPN | CHN |        |         |  |
| 2005 | TF105  | Toyota RVX-05 V10 | M     | 16 | Jarno Trulli    | 9   | 2   | 2   | 5   | 3   | 10  | 8   | Ret | DNS | 5   | 9   | 14† | 4   | 6   | 5   | Ret | 13† |     |     | 88     | 4º      |  |
| 2005 | TF105  | Toyota RVX-05 V10 | M     | 17 | Ralf Schumacher | 12  | 5   | 4   | 9   | 4   | 6   | Ret | 6   | PO  | 7   | 8   | 6   | 3   | 12  | 6   | 7   | 8   |     |     | 88     | 4º      |  |
| 2005 | TF105  | Toyota RVX-05 V10 | M     | 17 | Ricardo Zonta   |     |     |     |     |     |     |     |     | DNS |     |     |     |     |     |     |     |     |     |     | 88     | 4º      |  |
| 2005 | TF105B | Toyota RVX-05 V10 | M     | 16 | Jarno Trulli    |     |     |     |     |     |     |     |     |     |     |     |     |     |     |     |     |     | Ret | 15  | 88     | 4º      |  |
| 2005 | TF105B | Toyota RVX-05 V10 | M     | 17 | Ralf Schumacher |     |     |     |     |     |     |     |     |     |     |     |     |     |     |     |     |     | 8   | 3   | 88     | 4º      |  |

† Completou mais de 90% da distância da corrida.